# 汽車大排擋
汽車大排檔（Fifth Gear）是英國的一個汽車節目。該節目最初於2002年至2011年在英國第五台播出，2012年開始在探索頻道播出，2015年開始在歷史頻道播出。2018年開始，汽車大排檔改在Quest播出。該節目是《頂級跑車秀》的後繼節目，第1至7季的每集時長有30分，其中約7分是廣告。 

## 外部連結
- Fifth Gear at Discovery
- 互联网电影数据库（IMDb）上《Fifth Gear》的资料（英文）